# Тунисская коммунистическая партия
Тунисская коммунистическая партия (ТКП; араб. الحزب الشيوعي التونسي‎, Хизб аш-Шуюий ат-Тунисий) — коммунистическая партия, действовавшая в Тунисе с 1934 по 1993 год.

## История
Коммунистическая федерация Туниса, входившая в состав Французской коммунистической партии, существовала в Тунисе с 1920. 20-21 мая 1939 на её базе была сформирована самостоятельная Тунисская коммунистическая партия.
В предвоенный период партия выступала с призывами к борьбе с французским господством в Тунисе, распространяла марксизм среди тунисцев. На прошедшем 20—21 мая 1939 1-м съезде ТКП партия выступила с призывом к тунисскому народу сплотиться для борьбы за национальную независимость, отметив также наступление фашизма как главное препятствие на пути угнетённых народов к независимости.
В годы 2-й мировой войны 1939—45 ТКП боролась как с фашизмом, так и с представителями правительства Виши. В 1939 вишистское правительство запретило деятельность ТКП, и до 1943 партия действовала в нелегальных условиях. ТКП осуществляла руководство вооружённой борьбой Движения Сопротивления в период оккупации Туниса итальянскими и германскими войсками (ноябрь 1942 — май 1943).
Выйдя из подполья в 1943, до 1952 действовала легально. После окончания войны ТКП предприняла шаги по взаимодействию с другими антиимпериалистическими партиями Туниса, в частности с партией Новый дустур. Вместе с тем, ТКП не поддержала освободительную борьбу тунисского народа в 1952—1954. В этот период партия оказалась ослаблена в результате репрессий французских колониальных властей.
В 1954 ТКП вновь получила возможность легальной деятельности, что способствовало её активному участию в массовых выступлениях за отмену режима протектората. После получения Тунисом независимости 6-й съезд ТКП (29—31 декабря 1957) принял новую программу партии «За тунисский путь к социализму».
Коммунисты поддержали курс тунисских властей на укрепление национальной независимости страны и создание государственного сектора в экономике, что отразилось в решениях 7-го съезда партии (25—27 марта 1962). Однако уже в январе 1963 деятельность ТКП была запрещена, как и выпуск печатного органа партии — газеты «Ат-Талиа» («Авангард»). Ряд её руководителей подвергся репрессиям. Так, в 1968 состоялся судебный процесс над группой тунисских коммунистов. В годы однопартийного политического режима в Тунисе КПТ боролась за сохранение национальной независимости и развитие Туниса по некапиталистическому пути, против прокапиталистической политики правительства.
В 1974 ТКП опубликовала программное заявление «За новый прогрессивный и демократический выбор», в котором дан анализ обстановки в Тунисе и ставится задача объединения «патриотических сил народа» в борьбе против репрессий, за демократизацию общественной жизни и социальный прогресс.

Запрет на деятельность ТКП был снят в 1981. Партия выступала за взаимодействие с демократическими организациями Туниса, в том числе и с религиозными. На 9-м съезде ТКП (1987) отмечалось: 
Мы не занимаем заранее враждебной позиции к тем [религиозными] течениям, которые появились в последние годы, более того, мы осуждали любое насилие над ними [со стороны правительства]. Мы сходимся со всеми теми, кто стремится к нравственному возрождению и сопротивляется крушению (моральных) ценностей, как бы ни различались их идеологические направления. Но мы коренным образом расходимся с ними в ряде вопросов, среди которых те, которые мы считаем светскими и прогрессивными завоеваниями, а именно они стали объектом нападок и требований пересмотра. Мы отвергаем также претензии этих течений на то, чтобы говорить от имени ислама, их призывы к созданию общества, которое в действительности представляло бы собой насилие и возврат к прошлому
В октябре 1992 ТКП отказалась от марксизма-ленинизма и в апреле 1993 на её базе было создано некоммунистическое Движение обновления. Единственной компартией в стране осталась нелегальная Коммунистическая партия рабочих Туниса, основанная в 1986 году на идеях антиревизионизма и ходжаизма.

## Руководители ТКП
- Али Джерад (генеральный секретарь  ЦК ТКП в 1939 - 1948)
- Мухаммед эн-Нафаа (первый секретарь ЦК КПТ в 1948 - 1981)
- Мухаммед Хармель (первый, генеральный секретарь ТКП в феврале 1981 - апреле 1993)